# ويليام س. روبرتس
ويليام س. روبرتس (بالإنجليزية: William C. Roberts) هو طبيب أمريكي، ولد في 11 سبتمبر 1932 في أتلانتا في الولايات المتحدة.